# Peugeot 106
La Peugeot 106 est une citadine du constructeur automobile français Peugeot, produite de 1991 à 2003. Elle est conçue pour remplacer la 104, en complément de la 205 qui existait depuis plus de 8 ans.

## Histoire

### Phase 1
Le 12 septembre 1991, Peugeot présente la remplaçante de la Peugeot 104 dont la production a été arrêtée 3 années plus tôt. Elle a pour but de remplacer petit à petit sa grande sœur la Peugeot 205 comme voiture d'entrée de gamme. La carrosserie et la mécanique ont été étudiées profondément pour laisser un maximum de place à l'habitacle. Côté mécanique, beaucoup d'éléments existants des versions précédentes du groupe PSA ont été utilisés comme les « moteurs TU » existant sur les Peugeot 205 et ayant comme particularité d'être "invulnérables". La Peugeot 106 phase 1 est techniquement proche de la Citroën AX (voiture très populaire à l'époque), mais est plus lourde et plus sécurisée. Sa silhouette, très "cubique", présente des lignes cassées encore plus marquées que celles de la 205. Elle cherche à concurrencer la Renault Clio, lancée un an auparavant. La 106 représente une alternative moderne et légèrement plus large que la Peugeot 205 - qui restait toutefois, à l'approche de ses dix ans de carrière, un grand succès commercial. La première année, elle fut produite uniquement en 3 portes et ce n'est qu'en 1992 que Peugeot décida de la fabriquer en 5 portes également.
Il existe de nombreuses "séries" de 106 phase 1 : XN, XND, XR, XRD, XT, XTD, XAD, Kid, Zen, XS mais aussi des "séries limitées" plus glamour : Carte Noire, Carte Rouge, Roland-Garros, Zenith, Le Mans, Green, Contact, Griffe, Chérie FM, Long Beach (série allemande), Enfant Terrible, Midnight, etc.
Le premier modèle sportif de la 106 sort en 1992, il s'agit de la XSI animée d'un 1 360 cm3 hérité de l'Ax GTi développant 100 ch à 6800 tr/min avec 190 km/h en vitesse de pointe. Pour cause de norme antipollution, sa puissance tombe à 95 ch pour l'année modèle 1994. Parallèlement, une version 1.3 Rallye dépouillée (810 kg) est lancée courant novembre 1993 dotée d'une évolution injection du moteur 1294cm3 des 205 Rallye et Ax Sport.
À noter que la 106 Rallye phase 1 n'est disponible qu'en 3 couleurs : blanc, noir ou rouge (qui sera remplacé par un bleu sur la phase 2). Cette version était peu diffusée : environ 11 000 exemplaires.

### Phase 2
La Peugeot 106 a été restylée en avril 1996, au moment de la sortie de la Citroën Saxo, techniquement et stylistiquement très proche de la 106. Une première série restylées (Équinoxe, Symbio, Itinea, Cashmere, Rallye, S16) qui suivront plus tard par d'autres séries dernières générations (3 portes et plus sportives) avec plus d'équipements de série (ABS, coussins gonflables de sécurité (« airbags »), direction assistée…) et une légère modification des pare-chocs avant et arrière (anti-brouillards ronds et plus ovales et un petit nid d'abeilles sur le pare-chocs arrière) et des intérieurs modernisés.
Avec le restylage, la version XSI devient S16 et s'équipe d'un moteur 1 587 cm3 16 soupapes de 120 ch. La version rallye est également maintenue mais troque son pointu 1.3L contre un 1.6L de 103 ch avec plus de couple. Elle est produite jusqu'en 1998 à environ 4 300 exemplaires.
La fabrication s'arrête en juillet 2003. En 12 ans, 2 798 200 exemplaires ont été produits à Mulhouse puis à Aulnay-sous-Bois.

## Motorisations
|                 | Moteur      | Cylindrée | Puissance maximale                                                | Couple maximal                                                      | Boîte de vitesses | Vitesse maximale | 0-100 km/h  | Consommation (en L/100 km) | Émissions de CO2 (en g/km) |
| --------------- | ----------- | --------- | ----------------------------------------------------------------- | ------------------------------------------------------------------- | ----------------- | ---------------- | ----------- | -------------------------- | -------------------------- |
| 1.4 53          | 4-cylindres | 1 360     | 50 ch au régime de 5 000 tr/min                                   | 83 N m au régime de 2 500 tr/min                                    | BVM5              | 145              |             |                            |                            |
| 1.5 58          | 4-cylindres | 1 527     | 58 ch au régime de 5 000 tr/min                                   | 95 N m au régime de 2 250 tr/min                                    | BVM5              | 158              | 18.3        | 5.2                        | 139                        |
| 1.0 45 ch (4cv) | 4-cylindres | 954       | 45 ch au régime de 5 200 tr/min                                   | 70 N m au régime de 3 200 tr/min                                    | BVM4              | 148              | 18.8        |                            |                            |
| 1.0 50          | 4-cylindres | 954       | 50 ch au régime de 6 000 tr/min                                   | 75 N m au régime de 3 600 tr/min                                    |                   | 150              | 15.9        | 6.2                        |                            |
| 1.1 54          | 4-cylindres | 1 124     | 54 ch                                                             |                                                                     |                   |                  |             |                            |                            |
| 1.1 60          | 4-cylindres | 1 124     | 60 ch au régime de 5 500 tr/min                                   | 94 N m au régime de 3 500 tr/min                                    |                   | 164 à 165        | 14.2 à 14.9 | 6.1                        |                            |
| 1.3 98          | 4-cylindres | 1 294     | 98 ch au régime de 7200 tr/min                                    | 108 N m au régime de 5 400 tr/min                                   |                   | 190              |             | 7,4                        |                            |
| 1.4 73/75       | 4-cylindres | 1 360     | 75 ch au régime de 5 500 tr/min                                   | 120 N m au régime de 3 400 tr/min                                   |                   | 177              | 12.8        | 6.4                        |                            |
| 1.4 94          | 4-cylindres | 1 360     | 94 ch au régime de 6 600 tr/min                                   |                                                                     |                   |                  |             |                            |                            |
| 1.4 98          | 4-cylindres | 1 360     | 98 ch au régime de 6 800 tr/min                                   |                                                                     |                   |                  |             |                            |                            |
| 1.6 88          | 4-cylindres | 1 587     | 88 ch régime de 5 600 tr/min                                      | 135 N m au régime de 3 000 tr/min                                   | BVM5              | 185/180          | 12.2        | 7.8                        |                            |
| 1.6 100/103     | 4-cylindres | 1 587     | 100 ch au régime de 7 200 tr/min 103 ch au régime de 6 200 tr/min | 112 N m au régime de 5 400 tr/min 135 N m au régime de 3 500 tr/min | BVM5              | 190 197          | 9.7 -       | 8.2 8.2                    |                            |
| 1.6 120         | 4-cylindres | 1 587     | 120 ch au régime de 6 600 tr/min                                  | 145 N m au régime de 5 200 tr/min                                   | BVM5              | 205              | 8.7         | 8.1                        | 194                        |
| Source          |             |           |                                                                   |                                                                     |                   |                  |             |                            |                            |

Essence

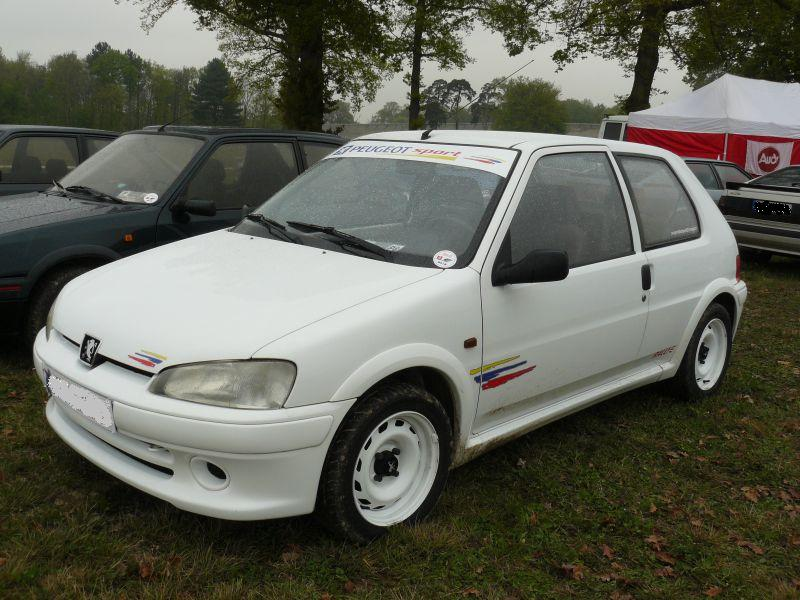
Peugeot 106 Rallye Phase 2

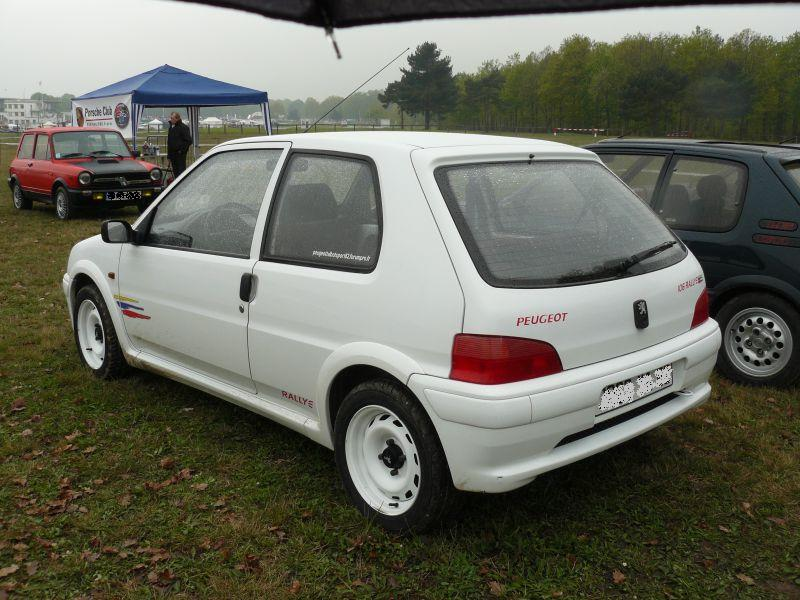
Peugeot 106 Rallye Phase 2

- 1.0 (modèle Open, XN, Kid, Itinéa)
- 1.1 (modèles Zen, Quiksilver, Open, Equinoxe, Pop Art, Mistral, Kid, XN, XR, sketch)
- 1.3 (modèles « Rallye » phase 1)
- 1.4 (modèles Sport, Quiksilver, Enfant terrible, Equinoxe, Symbio, XR, XS, XT)
- 1.4 106 XSi 98 ch (jusqu'en 1993, modèle non catalysé)
- 1.4 106 XSi 94 ch (à partir de l'année-modèle 1993, modèle catalysé)
- 1.4 106 Kid 73 ch (à partir de 1993)
- 1.6 8S (103 ch DIN ⇒ 106 XSi modèles 95) les dernières phase 1
- 1.6 8S (88 ch certains modèles XS et Griffe)
- 1.6 106 XSi 103 ch, 106 Rallye phase 2 1.6 l 103 ch
- 1.6 S16 120 ch (ou GTi en Suisse, Belgique, Royaume-Uni et Allemagne)

Diesel
- 1.4 (XND, XRD, XTD jusqu'en novembre 1994)
- 1.5 (depuis novembre 1994 et les Séries 2 Kid, Equinoxe, Open, Symbio, Color Line, Midnight)
- 1.5 (XAD) commercial

### 106 Electric
En 1995, Peugeot lance en collaboration avec Heuliez une version électrique de sa citadine. Bien qu'elle est la voiture électrique dont le plus grand nombre d'exemplaires ont été écoulés au monde à l'issue de sa commercialisation,, le manque de rentabilité du modèle pousse à l'arrêt de la production. La citadine électrique est capable d'atteindre une vitesse de pointe de 90 km/h et ses batteries Saft utilisant des accumulateurs Nickel-Cadmium lui donnent une autonomie allant jusqu'à 90 km. Elle est techniquement identique à la Citroën Saxo électrique.
- Moteur Leroy-Somer type SA13 à courant continu et excitation séparée (11 kW nominal / 20 kW crête, soit 15 à 27 ch)

## Séries spéciales

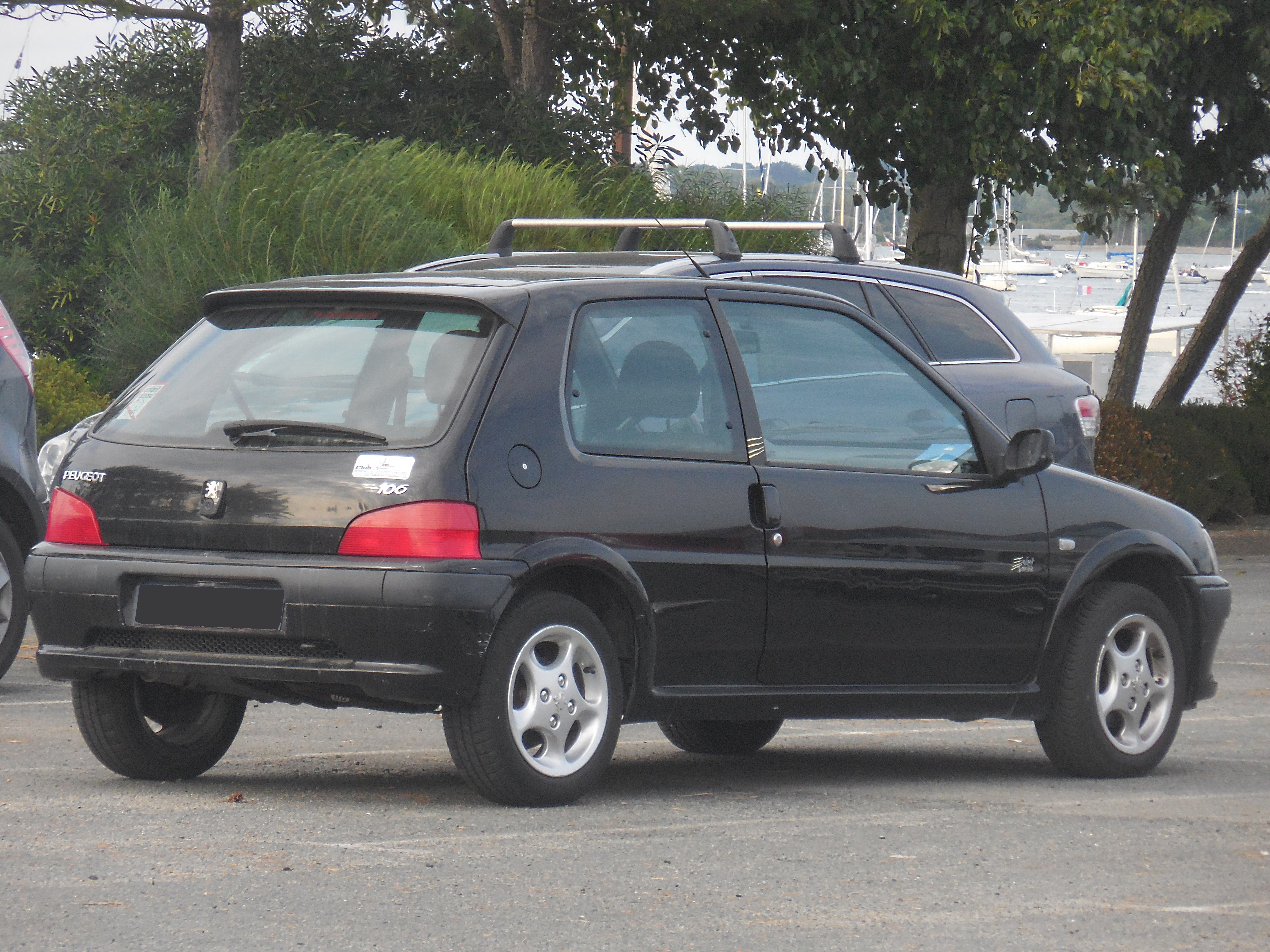
106 "enfant terrible"

- 1993 : Carte Rouge / Carte Noire / Roland-Garros / Zénith / Le Mans / XSi / Rallye
- 1994 : Green / Contact / Atoll / Husky / Jungle / Chérie FM / Griffe
- 1995 : Ebony / Jungle / Soleil / Viltal / XSi Suisse (série spéciale haut de gamme pour la Suisse) / Midnight
- 1996 : Bahia / Cocktail / Roland Garros / Cashmere / S16 / Symbio
- 1997 : Quiksilver / Color Line / Mistral / Itinea / Roland Garros / Eden Park / Inès de la Fressange (du 01/09/1997 au 31/05/1998) / Procar (Belgique, 250 ex)
- 1998 : Cartoon / Open / Eden Park/ Norwest[8] (séries spéciales visant à promouvoir la climatisation dans les véhicules de cette taille)
- 1999 : Open et Open pack
- 2000 :  Enfant Terrible / Sport / Move X (série spéciale belge)

- 2001 : Zen
- 2002 : Pop Art
- 2003 : RC[9]

## Versions sportives

### Peugeot 106 Rallye
Les différentes versions Rallye 1.3 et 1.6, puis les S16 sont alignées par Peugeot dans le cadre de leurs formules de promotion. Lors du lancement de la phase 2, une version "Maxi" est également développée.
La 106 était compétitive en course, mais constituait également une petite voiture familiale pratique.

## Galerie

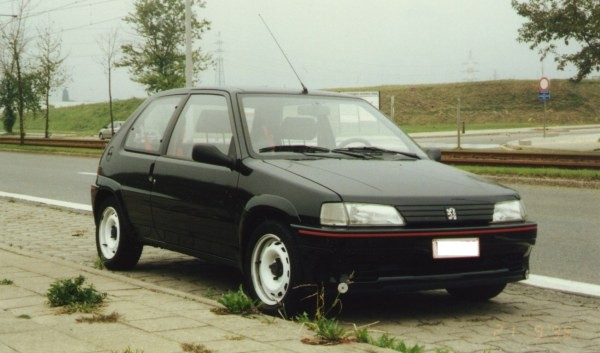
106 Rallye Phase 1 (1995)
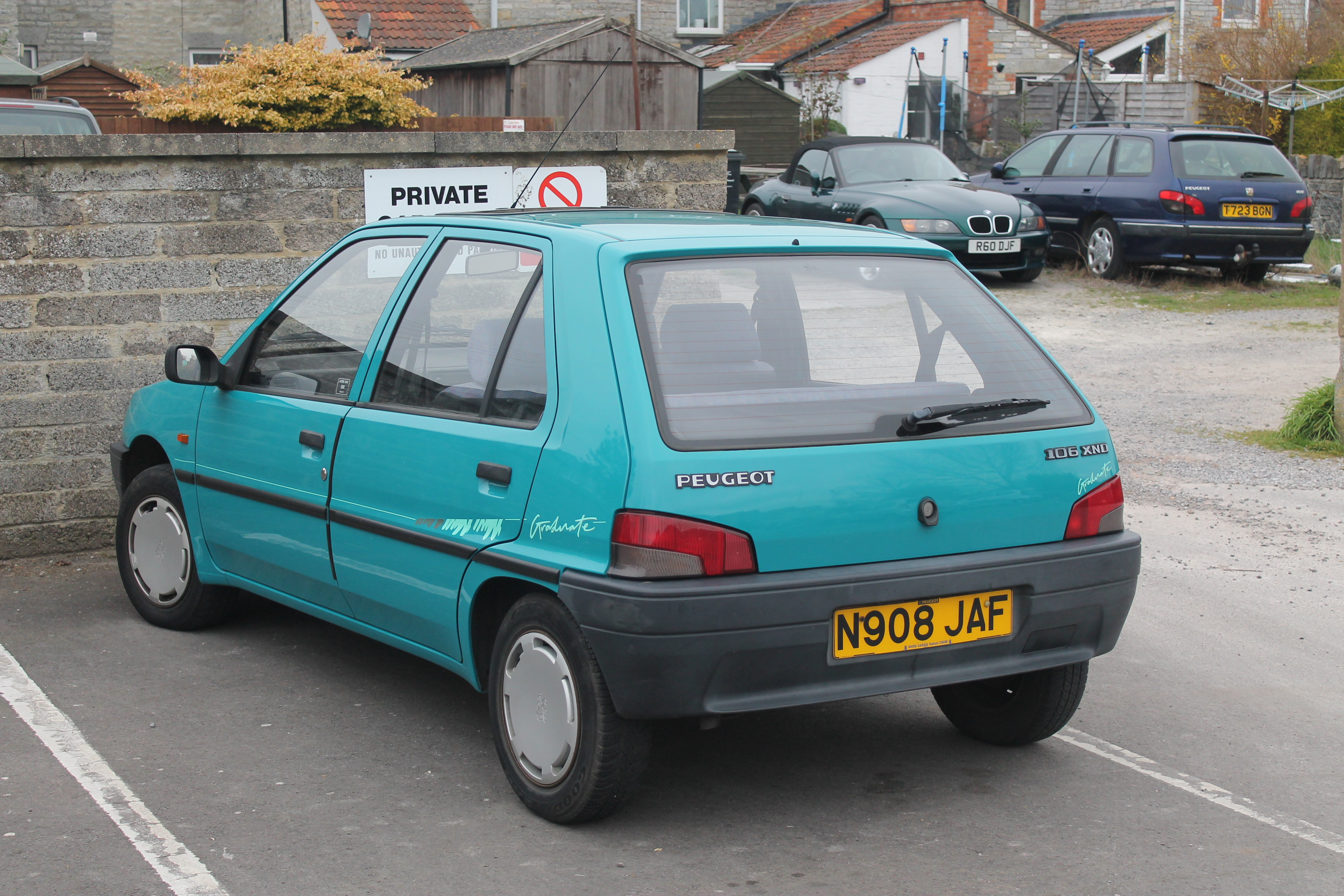
106 phase 1 5 portes
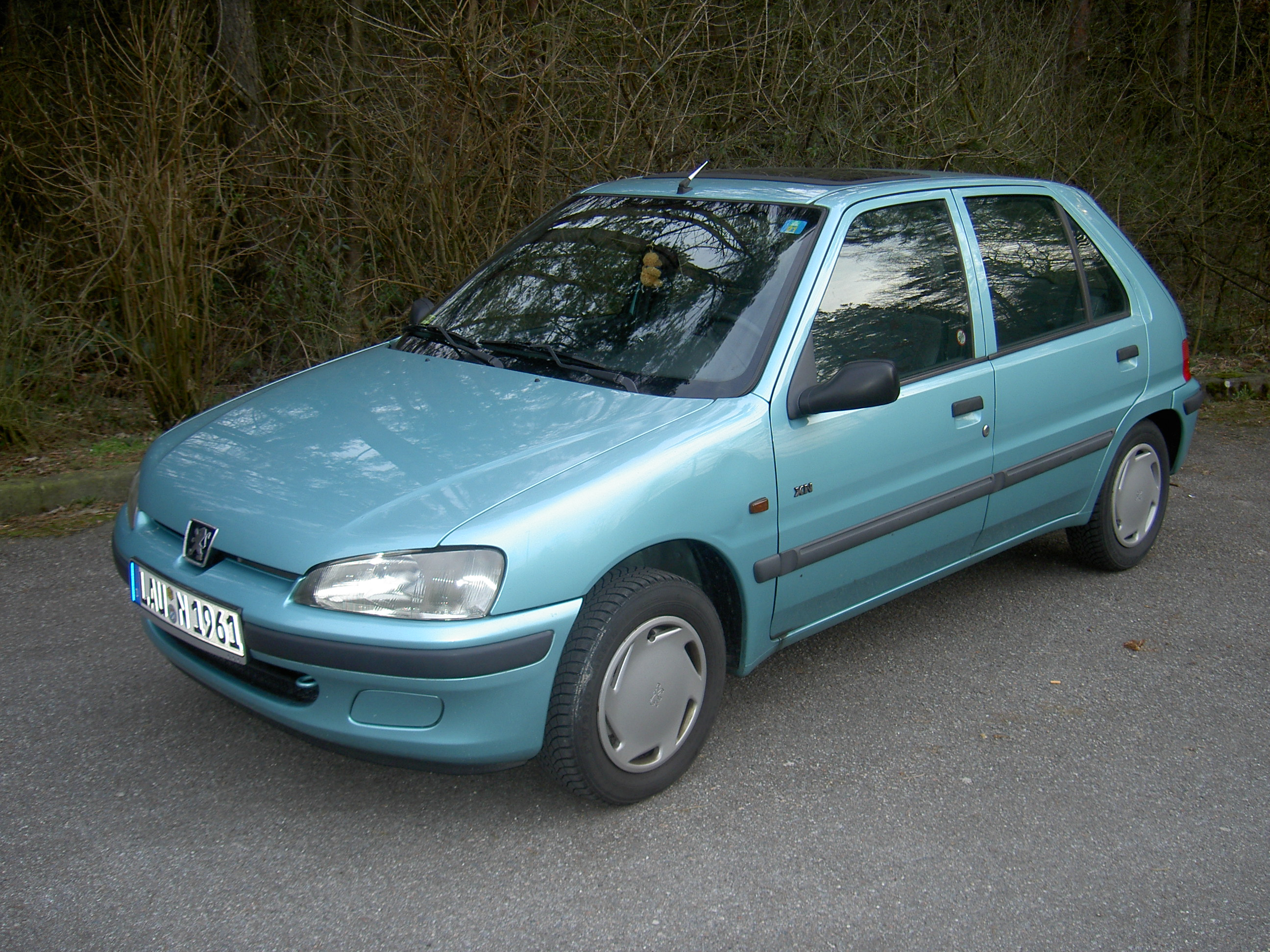
106 phase 2 XN Export
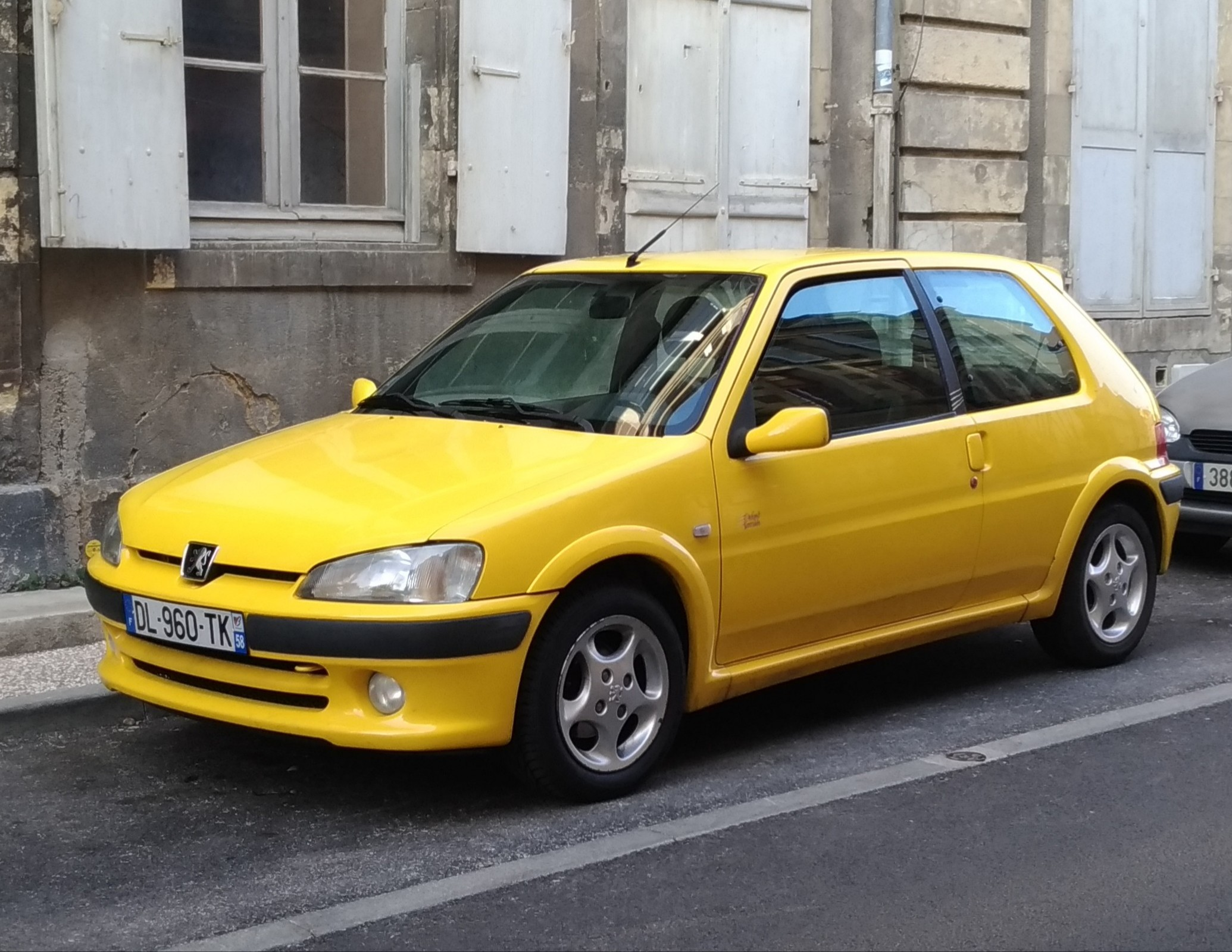
106 phase 2 Enfant Terrible
Habitacle Peugeot 106 Open (1999)

## Culture populaire
Dans Need for Speed: Underground 2, la Peugeot 106 phase 2 est l'une des voitures jouables dans la version PAL du jeu, les crédits de la jaquette indiquent que la 106 du jeu est un modèle de 2002. Elle est remplacée en version NTSC par l'Acura RSX.
Dans le jeu, la version présentée est griffée GTi, et est de série équipée des jantes alliage du modèle commercialisé. Sur PC, certaines des modifications uniques débloquées avec la 106 sont également utilisables sur la 206 si le joueur a les deux voitures en sa possession. La 106 est une des voitures les plus maniables en Sprint et Drift avec la Toyota Trueno (peu réaliste puisque la 106 est une traction) mais inutilisable en dragster à cause de sa courbe de puissance moteur presque plate à tous les niveaux d'amélioration.
La Peugeot 106 est également présente dans des jeux de rallye comme Shox Extreme Rally sur PlayStation 2, ou dans la saga Gran Turismo. Elle apparaît également dans la série de jeux-vidéo de WRC (World Rallye Championship), mais uniquement en tant qu'élément de décor.
Dans le film Taxi sorti en 1998, la voiture d'auto-école qui percute la vitrine d'une boucherie est une Peugeot 106. Également, une Peugeot 106 Rallye noire se fait voler lors du 1er braquage de banque du gang des Mercedes montré.